# Genoa WCT
Il Genoa WCT è stato un torneo di tennis facente parte del World Championship Tennis giocato dal 1982, dal 22 al 28 febbraio, a Genova in Italia su campi in sintetico indoor.

## Albo d'oro

### Singolare
| Anno | Vincitore  | Finalista        | Punteggio          |
| ---- | ---------- | ---------------- | ------------------ |
| 1982 | Ivan Lendl | Vitas Gerulaitis | 6–7, 6–4, 6–2, 6–3 |

### Doppio
| Anno | Vincitori               | Finalisti                  | Punteggio |
| ---- | ----------------------- | -------------------------- | --------- |
| 1982 | Pavel Složil Tomáš Šmíd | Mike Cahill Buster Mottram | 6–4, 6–2  |